# Rue de la Montagne (Montréal)
Pour les articles homonymes, voir Rue de la Montagne.
La rue de la Montagne est une voie de Montréal. 

## Situation et accès

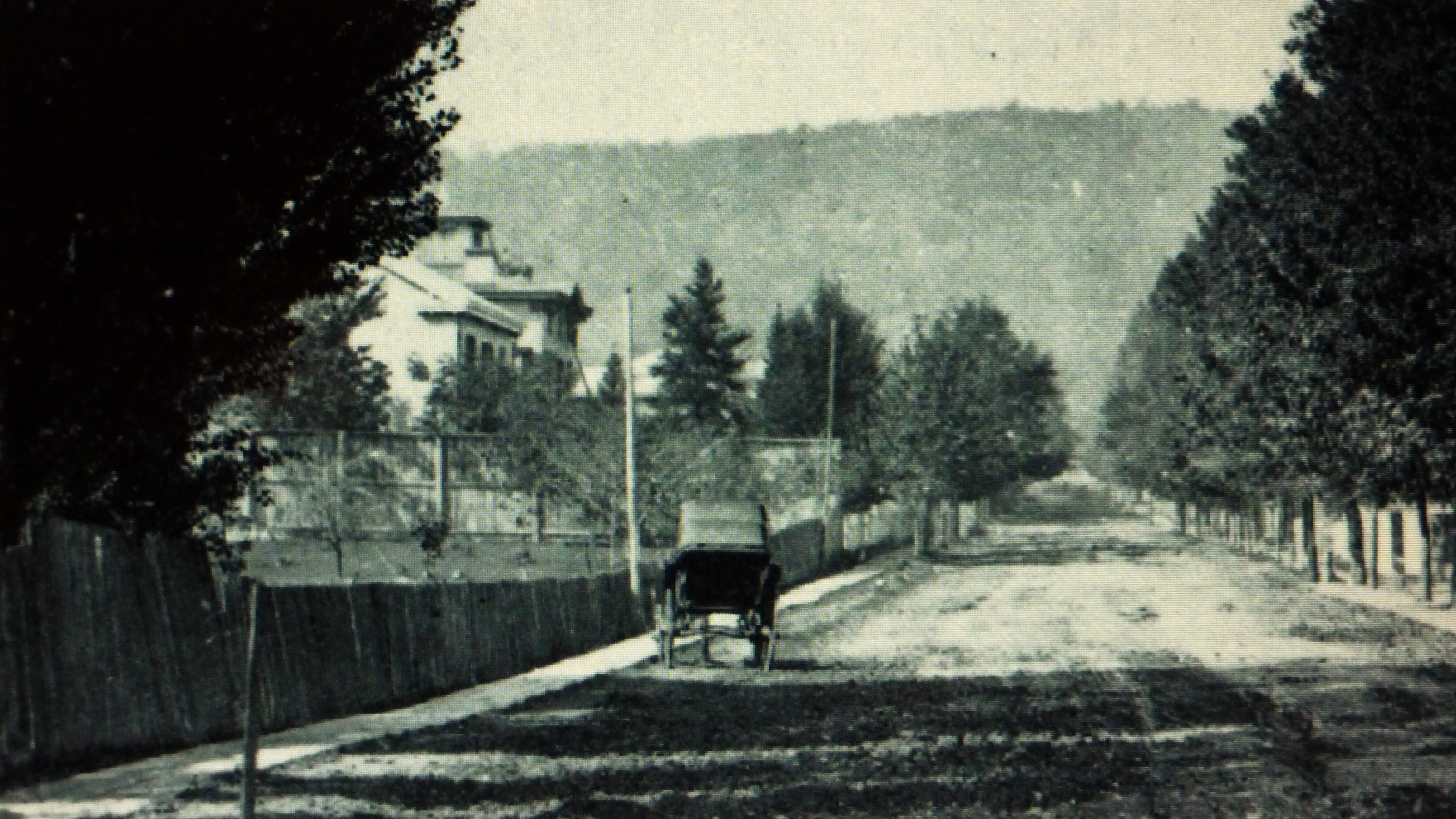
La rue en 1860, nord de la rue Sherbrooke, dans le quartier Mille carré doré

Cette rue commerciale, d'axe nord-sud, située au centre-ville de Montréal, relie l'avenue du Docteur-Penfield à la rue Wellington.

## Origine du nom
On a longtemps cru que ce nom n'avait aucune relation avec la montagne et qu'il rappelait Jacob Mountain, premier évêque anglican de Québec. Toutefois les recherches récentes prouvent le contraire. En effet, à l'origine, la rue de la Montagne est un sentier qui conduit à la montagne (mont Royal) et, à partir du XVIIe siècle, à la mission amérindienne des sulpiciens. Une carte de la ville, tracée par Jourdain La Brosse, en date de 1761, montre le chemin appelé « chemin des Sauvages de la montagne ». L'emplacement de ce chemin correspond à celui démontré plus tard sur des cartes comme étant le « chemin de la Montagne », devenu aujourd'hui « rue de la Montagne ».

## Bâtiments remarquables et lieux de mémoire
« La rue de la Montagne » est le titre d'une chanson fut chantée par Renée Claude en 1970 (Youtube ). 

## Source
- Ville de Montréal. Les rues de Montréal. Répertoire historique. Montréal, Méridien, 1995, p.338